# Indofood
Indofood är ett indonesiskt livsmedelsföretag med huvudkontor i Jakarta.